# Võ Văn Hưng
Võ Văn Hưng (sinh năm 1972) là một chính trị gia người Việt Nam. Ông hiện là Thứ trưởng Bộ Nông nghiệp và Môi trường.

## Xuất thân
Ông Võ Văn Hưng, sinh năm 1972; quê quán: xã Vĩnh Thủy, huyện Vĩnh Linh, tỉnh Quảng Trị.

## Lý luận và học vấn
Trình độ chuyên môn: Tiến sĩ lâm nghiệp.
Trình độ lý luận chính trị: Cao cấp

## Sự nghiệp

### Ủy ban nhân dân tỉnh Quảng Trị
Từ tháng 11/2012-1/2015: Phó Chủ tịch UBND huyện Cam Lộ
Từ tháng 2/2015-5/2015: Phó Giám đốc Sở Nông nghiệp và Phát triển nông thôn Quảng Trị
Từ tháng  6/2015-6/2019: Tỉnh ủy viên, Giám đốc Sở Nông nghiệp và Phát triển nông thôn Quảng Trị
Từ tháng 7/2019-6/2020: Ủy viên Ban Thường vụ Tỉnh ủy, Bí thư Thành ủy Đông Hà
Ngày 8 tháng 6 năm 2020, ông Võ Văn Hưng, Ủy viên Ban Thường vụ Tỉnh ủy, Bí thư Thành ủy Đông Hà đã trúng cử chức danh Phó Bí thư Tỉnh ủy Quảng Trị nhiệm kỳ 2015 - 2020.
Ngày 9 tháng 6 năm 2020, HĐND tỉnh Quảng Trị tổ chức Kỳ họp thứ 15 (kỳ họp bất thường), ông Võ Văn Hưng - Phó Bí thư Tỉnh Quảng Trị được bầu giữ chức vụ Chủ tịch UBND tỉnh Quảng Trị
Ngày 16 tháng 06 năm 2020, tại Quyết định số 845/QĐ-TTg, Thủ tướng Chính phủ phê chuẩn kết quả bầu chức vụ Chủ tịch UBND tỉnh Quảng Trị nhiệm kỳ 2016 – 2021 đối với ông Võ Văn Hưng, Phó Bí thư Tỉnh ủy, Chủ tịch UBND tỉnh Quảng Trị nhiệm kỳ 2016-2021.
Ngày 18 tháng 6 năm 2021, HĐND tỉnh Quảng Trị khóa VIII, nhiệm kỳ 2021- 2026 tổ chức phiên họp đầu tiên kiện toàn các chức danh lãnh đạo chủ chốt HĐND, UBND tỉnh Quảng Trị. Tại Kỳ họp này, ông Võ Văn Hưng, Chủ tịch UBND tỉnh Quảng Trị, nhiệm kỳ 2016- 2021 tiếp tục được HĐND tỉnh Quảng Trị khóa VIII bầu giữ chức Chủ tịch UBND tỉnh Quảng Trị nhiệm kỳ 2021-2026 
Ngày 8 tháng 7 năm 2021, tại Quyết định số 1072/QĐ-TTg, Thủ tướng Chính phủ Phạm Minh Chính phê chuẩn kết quả bầu chức vụ Chủ tịch UBND tỉnh Quảng Trị nhiệm kỳ 2021-2026 đối với ông Võ Văn Hưng, Phó Bí thư Tỉnh ủy, Chủ tịch UBND tỉnh Quảng Trị nhiệm kỳ 2021-2026.

### Bộ Nông nghiệp và Phát triển nông thôn
Ngày 15 tháng 11 năm 2024, tại Quyết định số 1396/QĐ-TTg, Thủ tướng Chính phủ Phạm Minh Chính bổ nhiệm ông giữ chức Thứ trưởng Bộ Nông nghiệp và Phát triển nông thôn.